# Фултон-стрит (линия Кросстаун, Ай-эн-ди)
|   |   |   |   |
| · | · | · | · |

|   |   |   |   |
| · | · | · | · |

«Фултон-стрит» (англ. Fulton Street) — станция Нью-Йоркского метрополитена, расположенная на линии Кросстаун, Ай-эн-ди. Станция находится на Лафайет-авеню между Фултон-стрит и Саут Портланд-авеню в округе Форт-Грин, Бруклин. На станции останавливается маршрут G (круглосуточно).

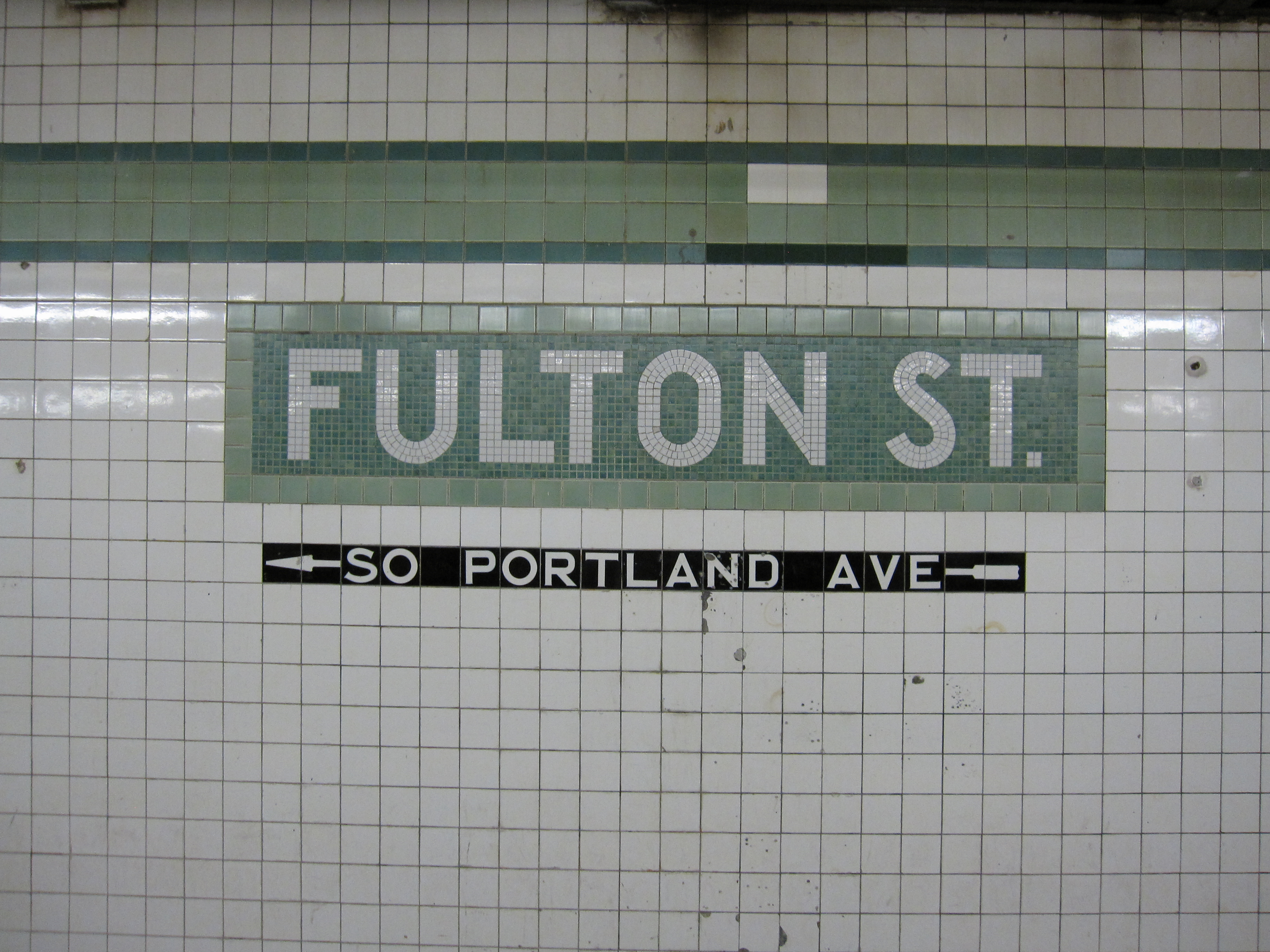
Мозаика с полным названием станции

Станция была открыта 1 июля 1937 года. Представлена двумя боковыми платформами и двумя путями между ними. Стены покрыты белой плиткой с типичной для этой линии зелёной декоративной линией. Также имеются мозаики с полным названием станции "FULTON ST". Под декоративной линией есть маленькие чёрные мозаики с сокращённым названием станции "FULTON", выполненным белыми буквами. Балочные колонны станции окрашены в синий цвет, и на них также имеется название станции в виде чёрных табличек.
Над станцией находится мезонин во всю её длину. Однако большая его часть была преобразована в служебные помещения. Поэтому обе лестницы, идущие в мезонин с платформ, в настоящее время закрыты. В северном конце станции (географически - восточном) находится единый для двух платформ полноростовый турникет, к которому с обеих платформ идут лестницы. Из единой зоны оплаты выходят две лестницы в западные углы перекрёстка Лафайет-авеню и Саут Портланд-авеню: в северо-западный - для платформы северного направления (на Куинс), в юго-западный - для платформы южного направления (на Church Avenue).

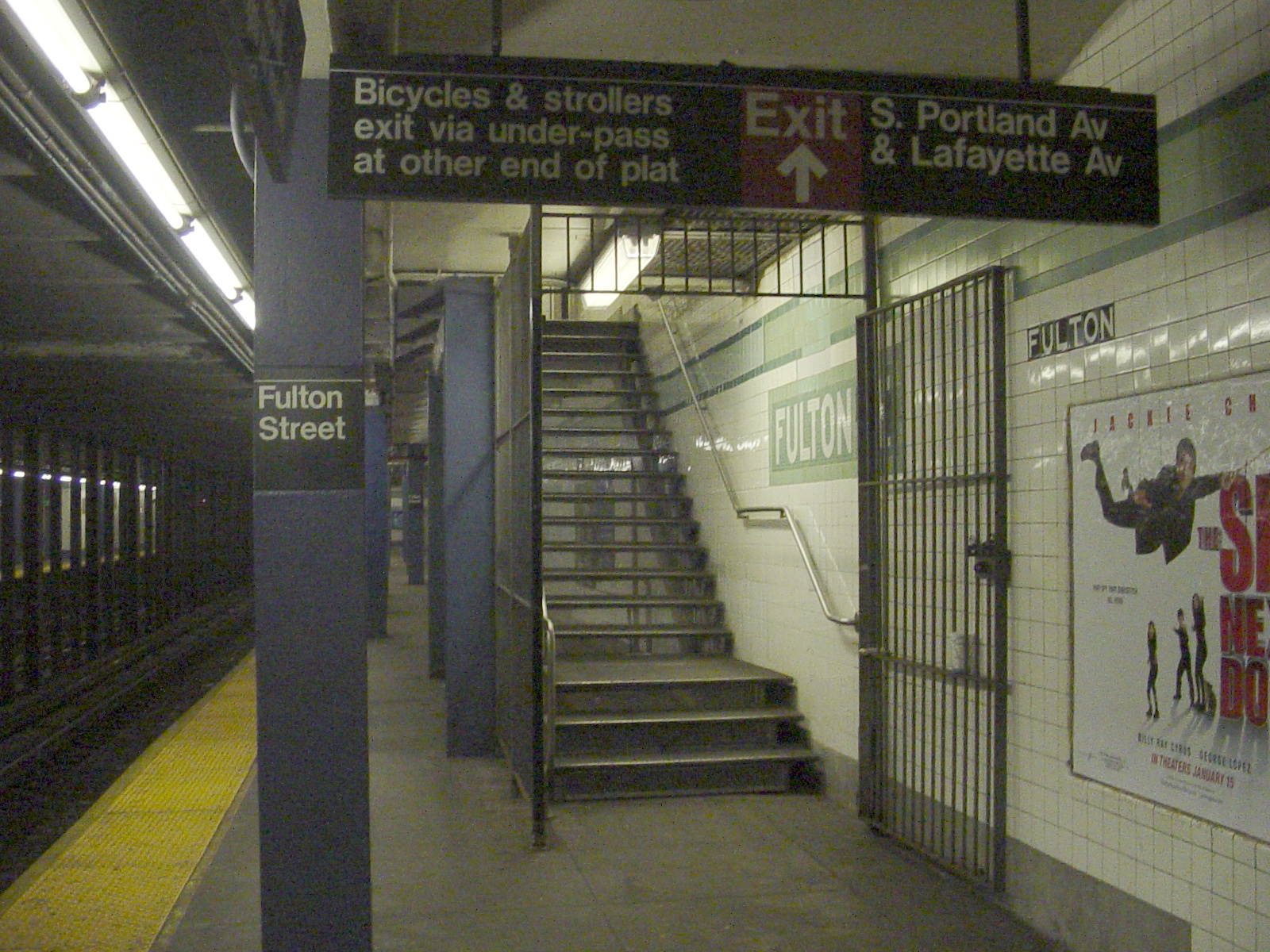
Выход с платформы северного направления.

Также существует круглосуточный выход в южном конце платформы южного направления (географически — западном). Он представляет собой несколько турникетов на платформе и лестницу, ведущую на северо-восточный угол перекрёстка Лафайет-авеню и Фултон-стрит. Кроме того, имеется переход на платформу северного направления.
Данная станция расположена совсем рядом с другой станцией Нью-Йоркского метро - Lafayette Avenue (IND Fulton Street Line), которая расположена на IND Fulton Street Line. Пассажиры поездов A и C, идущих на Манхэттен, могут даже видеть очертания станции Fulton Street в правых окнах в течение двух секунд с момента отправки с Lafayette Avenue. Но перехода между станциями нет. Единственная связь между ними - это подземная пешеходная дорожка, которая может использоваться только служебным персоналом.